# All Saints Church (Rom)

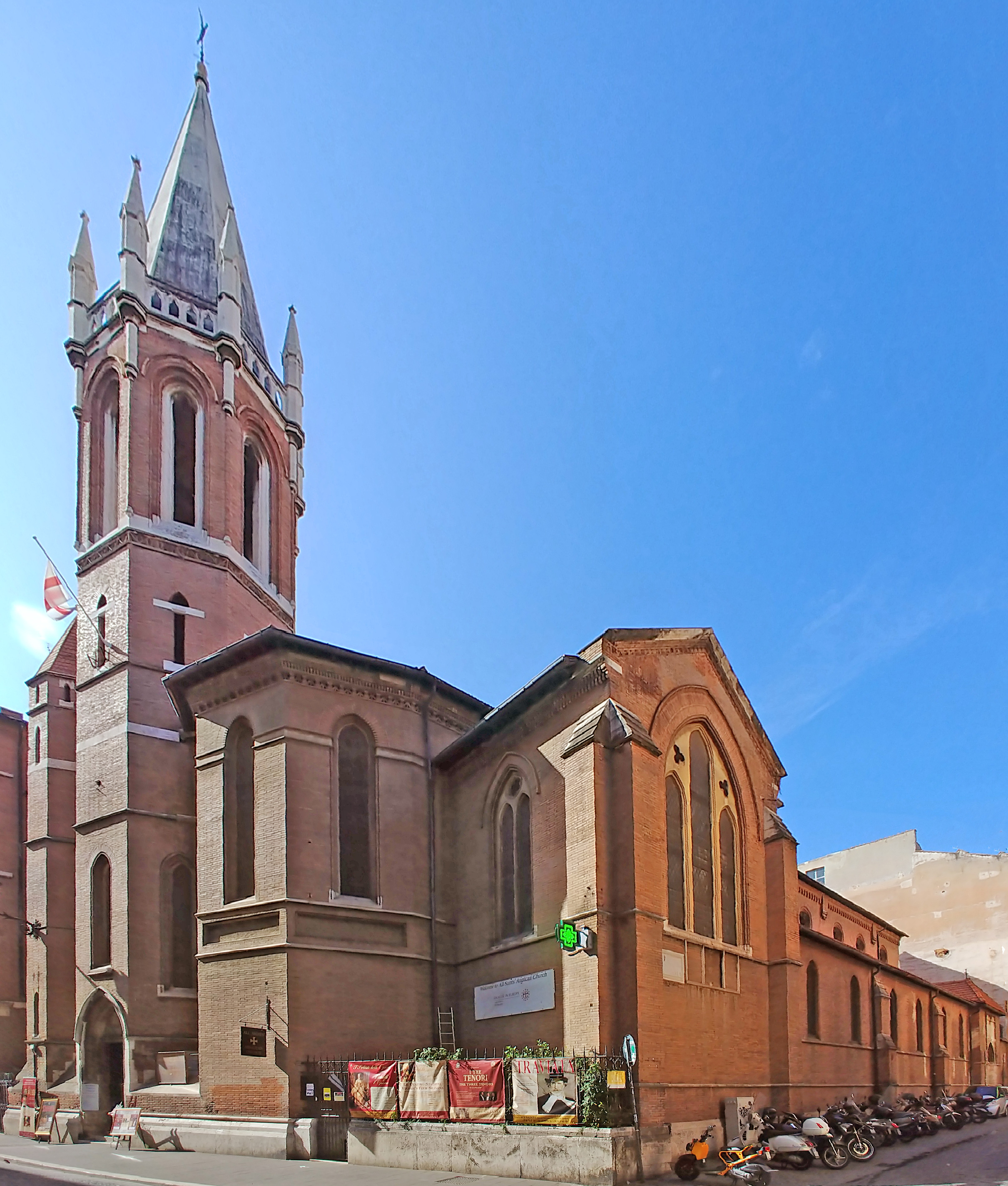
All Saints in Rom

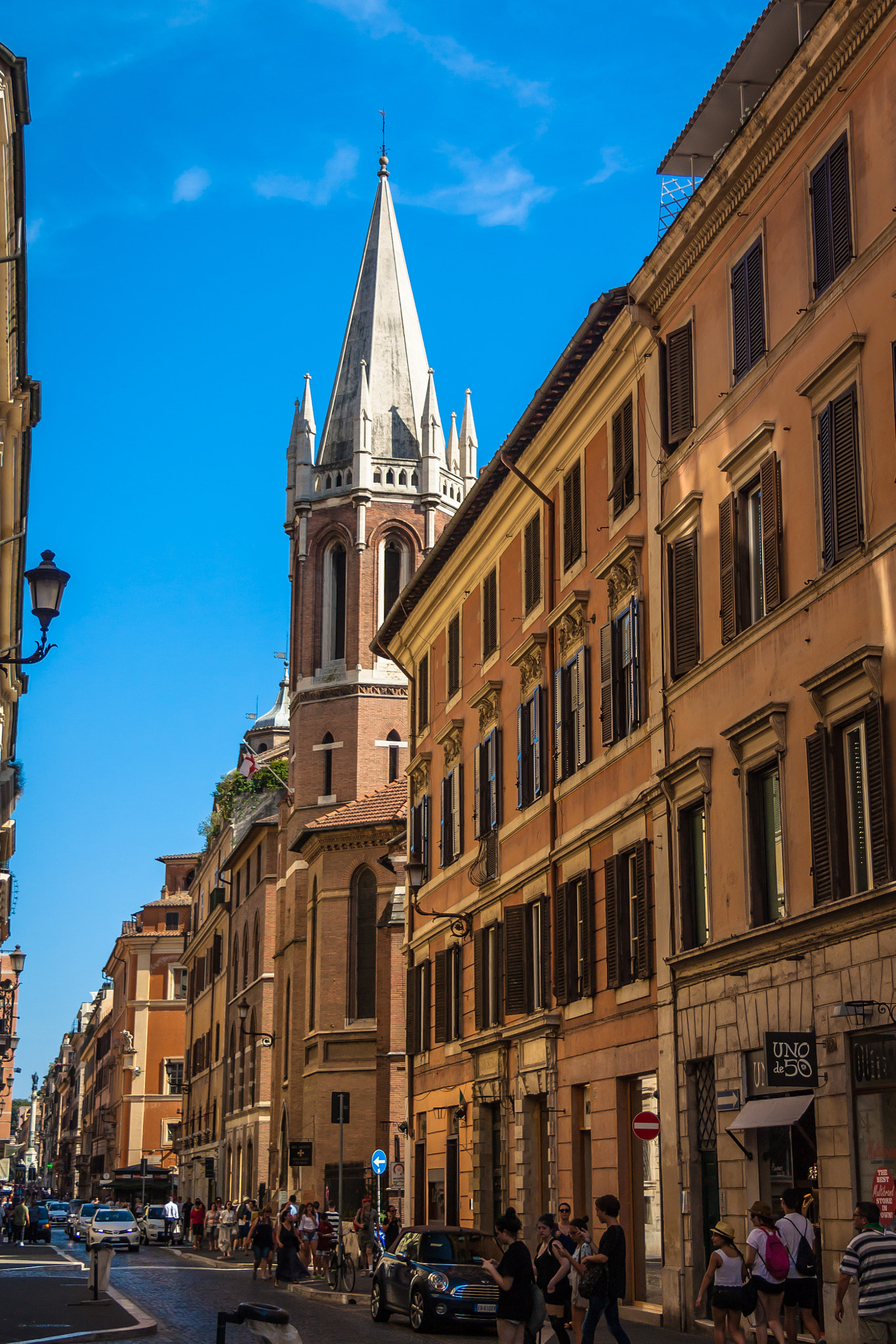
Die Kirche im Straßenbild

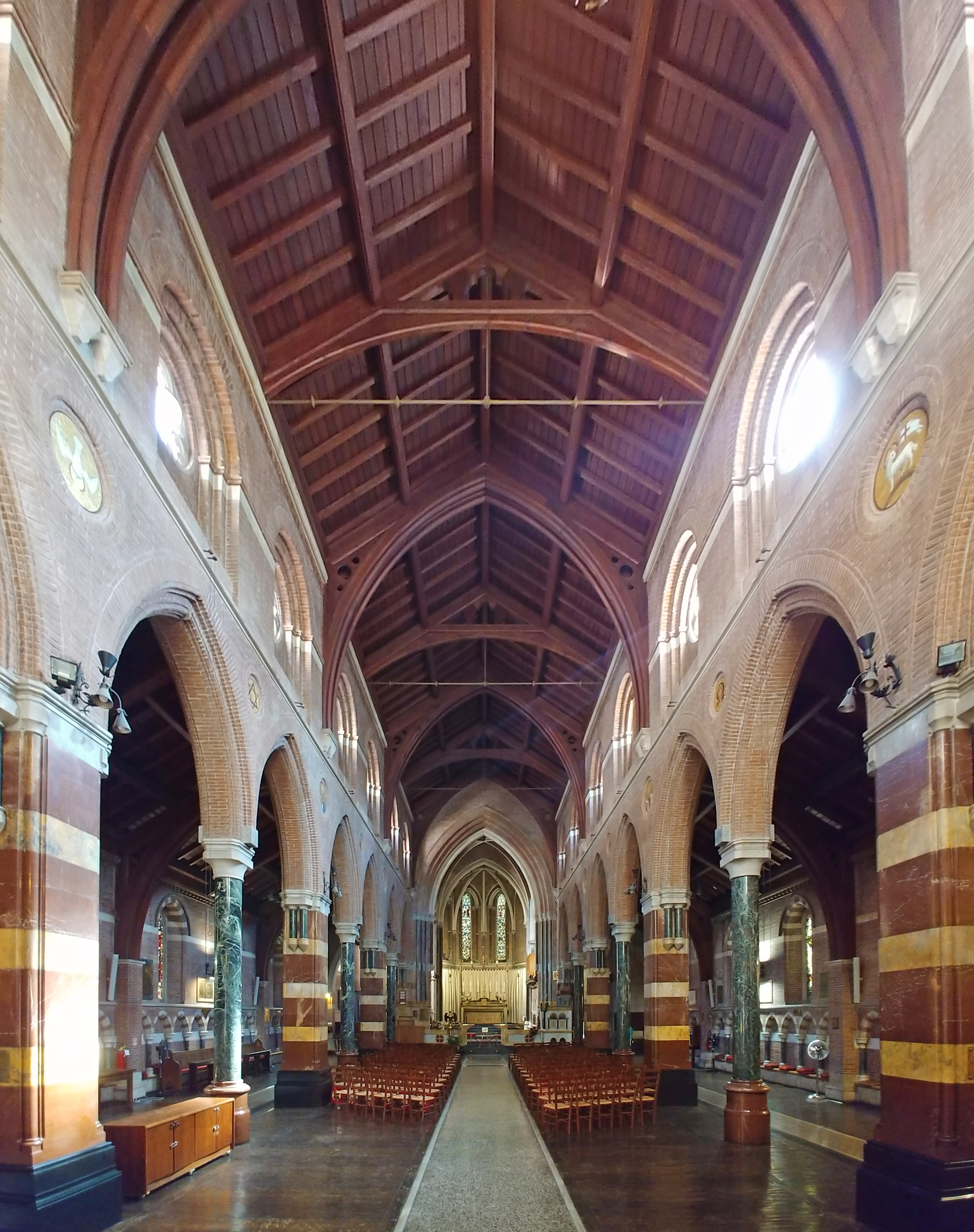
Innenraum

All Saints  (italienisch: chiesa anglicana di Ognissanti) ist eine anglikanische Kirche in Rom.

## Geschichte
Eine anglikanische Gemeinde etablierte sich mit Erlaubnis von Papst Pius VII. erstmals 1816 in Rom. Die Aufzeichnungen ihrer Kirchenbücher reichen bis 1825 zurück. Erst mit der Befreiung Italiens und der Erhebung Roms zur neuen Hauptstadt 1871 konnten nicht-katholische Kirchenbauten errichtet werden. 1880 wurde ein Grundstück in der Via del Babuino (Rione Campo Marzio) in der Nähe der Spanischen Treppe erworben und George Edmund Street mit der Planung beauftragt, der jedoch unmittelbar vor Baubeginn der Kirche im Dezember 1881 verstarb. Bereits 1883 ergaben sich ernsthafte Finanzierungsschwierigkeiten, die durch eine Stiftung ihres Geistlichen, des Kanonikers Henry Wasse, überwunden werden konnten. Bis 1885 waren der Chor vollendet und überdacht, die anschließende Sakristei mit der darüberliegenden Bibliothek und der Orgelempore fertiggestellt und der Chorturm bis zu einem Drittel seiner Höhe hochgezogen. Die Fertigstellung und Einweihung der Kirche erfolgte 1887, der Turm erhielt erst zum 50-jährigen Jubiläum der Kirchweihe 1937 seinen oberen Abschluss.

## Architektur
Für seinen Entwurf der anglikanischen Kirche in Rom orientierte sich George Edmund Street an den spätmittelalterlichen, vorreformatorischen Bettelordenskirchen in Norditalien, mit denen er sich auf seinen früheren Reisen in Italien und in seiner Buchpublikation Brick and Marble in the Middle Ages. Notes of a Tour in Italy (1855) auseinandergesetzt hatte. Ausgeführt wurde der Kirchenbau entsprechend als eine dreischiffige Basilika in Backstein mit niedrigen Querhausarmen und einer unüblicherweise in vier Seiten des Achtecks schließenden Apsis sowie einem seitlich stehenden oktogonalen Chorturm mit Spitzhelm. Der Kirchenraum ist durch spitzbogige Arkaden im Stützenwechsel von gemauerten Pfeilern und Marmorsäulen gestaltet, der Obergaden mit kreisförmigen Fenstern in Nischen. Das Langhaus wird von einer als Pfettendach konstruierten offenen Dachkonstruktion überdeckt und nur der Chorbereich ist kreuzrippengewölbt.

## Ausstattung
Die Tondi über den Säulen und Pfeilern des Mittelschiffs mit den Darstellungen der vier Evangelisten und christlichen Symbolen schuf Edward Burne-Jones. Die Glasfenster der Seitenschiffe zeigen eine Folge von Heiligenfiguren sowie Szenen aus den Heiligenlegenden. 1894 erhielt die Kirche eine Orgel des britischen Orgelbauers Peter Conacher.